# Сара Нуру
Сара Нуру (народилася 19 серпня 1989) — німецька фотомодель і підприємець. Вона була переможницею четвертого сезону шоу Germany's Next Topmodel.
З 2016 року Нуру керує компанією nuruCoffee, що займається продажем кави та підтримує ефіопських жінок мікрокредитами через свою некомерційну організацію nuruWomen.

## Біографія
Батьки Нуру є ефіопськими емігрантами, амхарцями. Її мати Мулу — християнка, а батько Хусейн — мусульманин. У неї є дві сестри.
У 1999 році Нуру разом із родиною переїхала до Мюнхена. Вона розмовляє чотирма мовами: німецькою, англійською, арабською та трохи амхарською, рідною мовою її батьків.
У середній школі друг Нуру переконав її взяти участь у кастингу четвертого сезону Germany's Next Topmodel в Мюнхені. Нуру було обрано однією із фіналісток і вона працювала для Sony Ericsson і Gillette під час конкурсу. 21 травня 2009 року Нуру було оголошено переможцем четвертого сезону та першою ефіопською переможницею. На відміну від трьох попередніх переможців German's Next Topmodel, Нуру не виграла модельний контракт з IMG Models, а з Heidi Klum GmbH, керівником якої є батько Гайді Гюнтер Клум.
До того, як Нуру виграла Germany's Next Topmodel, вона вже мала можливість набути досвіду в якості моделі для дизайнерів після того, як до неї звернувся фотограф, коли їй було 15 років. Вона з'явилася на показі мод, що відбувся в Дрездені, де також була представлена переможниця сезону 3 Дженніфер Гоф.
У 2009 році Нуру почала кар'єру моделі. Вона брала участь у показах Лондонського тижня моди в Лондоні, Нью-Йоркського тижня моди в Нью-Йорку, Міланського тижня моди в Мілані та Берлінського тижня моди в Берліні, таких як Escada Laurèl, Guido Maria Kretschmer, Gant, Cesar Galindo NY, Custo Barcelona та Roberto Cavalli.

## Філантропія
З 2012 року Нуру є послом благодійної організації Karlheinz Böhm Menschen für Menschen, яка займається Ефіопією. У 2018 році міністр економічного співробітництва та розвитку Німеччини Герд Мюллер призначив її спеціальним послом з питань сталого споживання та виробництва. Вона також працює з організацією з адвокації та проведення кампаній ONE.